# بيير ماكير
بيير ماكير (بالفرنسية: Pierre Joseph Macquer)‏ (ولد في باريس في 9 أكتوبر  1718)  (توفي في باريس يوم 15 فبراير 1784) هو كيميائي وطبيب فرنسي. من 1770-1783 كان أستاذًا في الكيمياء والصيدلة  في حديقة الملكي للنباتات الطبية في باريس،  وأيضًا عضو في الأكاديمية الفرنسية للعلوم منذ 1745.